# 縄文小ヶ田駅
縄文小ヶ田駅（じょうもんおがたえき）は、秋田県北秋田市脇神字小ヶ田にある、秋田内陸縦貫鉄道秋田内陸線の駅である。
駅名の「縄文」は、近隣にある縄文時代後期の環状列石を主体とする伊勢堂岱遺跡に由来する。伊勢堂岱遺跡が世界文化遺産「北海道・北東北の縄文遺跡群」の一つに推薦されたことを受け、知名度向上のために改称された。

## 歴史
- 1963年（昭和38年）12月10日：国鉄阿仁合線の小ヶ田駅として北秋田郡鷹巣町に開業[1][3]。開業当初から無人駅であった[1][4]。
- 1986年（昭和61年）11月1日：秋田内陸縦貫鉄道に転換[5]。
- 2020年（令和2年）3月14日：駅名を縄文小ヶ田駅に改称[2]。急行「もりよし」の停車駅となる[2]。
- 2021年（令和3年）7月30日：駅舎を「縄文風」にリニューアル[6]。

## 駅構造
単式ホーム1面1線を有する地上駅。無人駅。駅舎は鷹巣建設業協会の企画で2021年7月に改装され、近くにあるガイド施設の伊勢堂岱縄文館に合わせて縄文風のデザインとなり、床には環状列石をイメージした石を配置し、内壁は土壁、外装は黒く塗った秋田杉を利用した建物になった。
小型のキャリーバッグが入る無料のコインロッカーも新たに設置された。

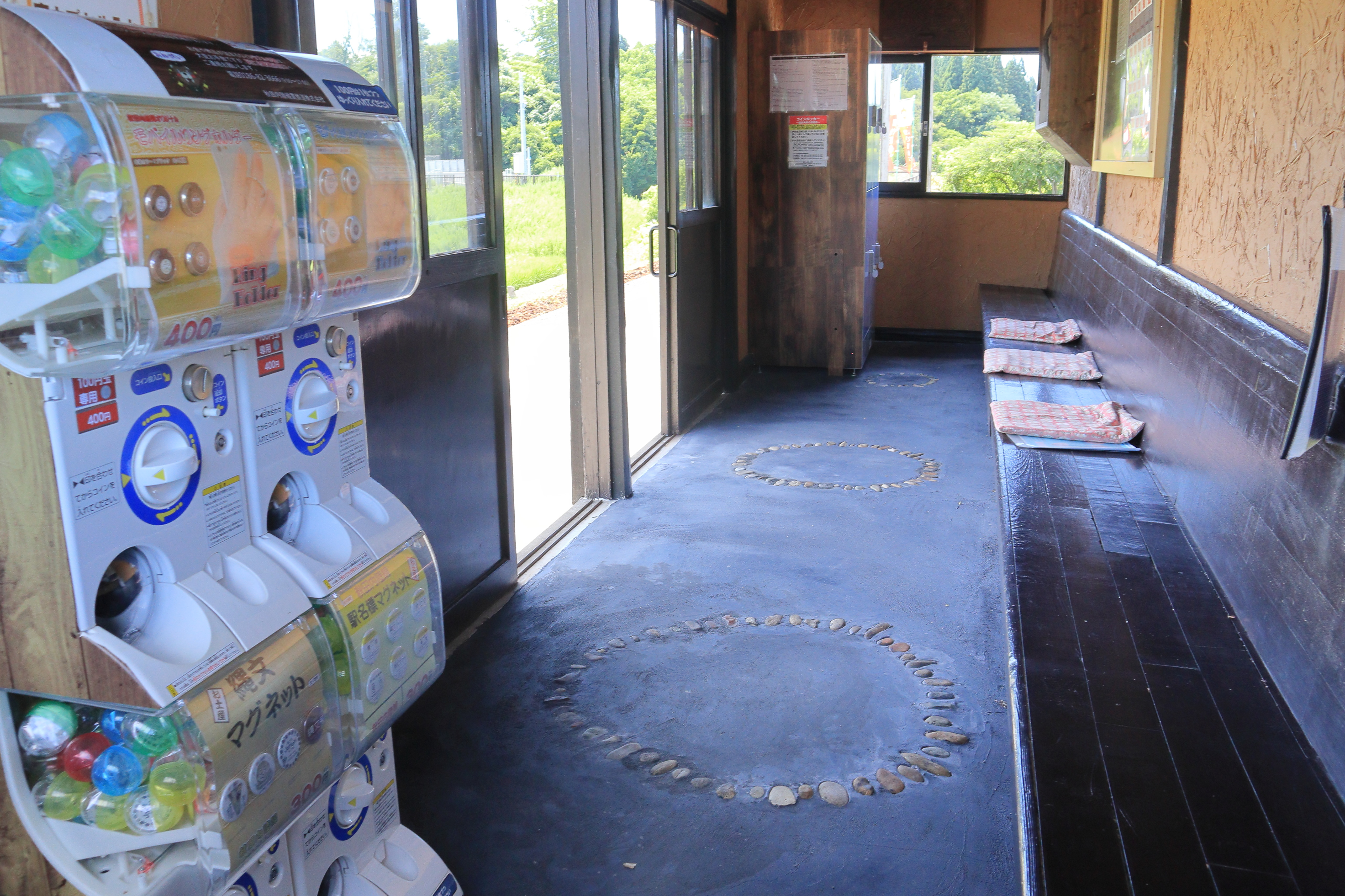
環状列石を模して埋め込まれた石
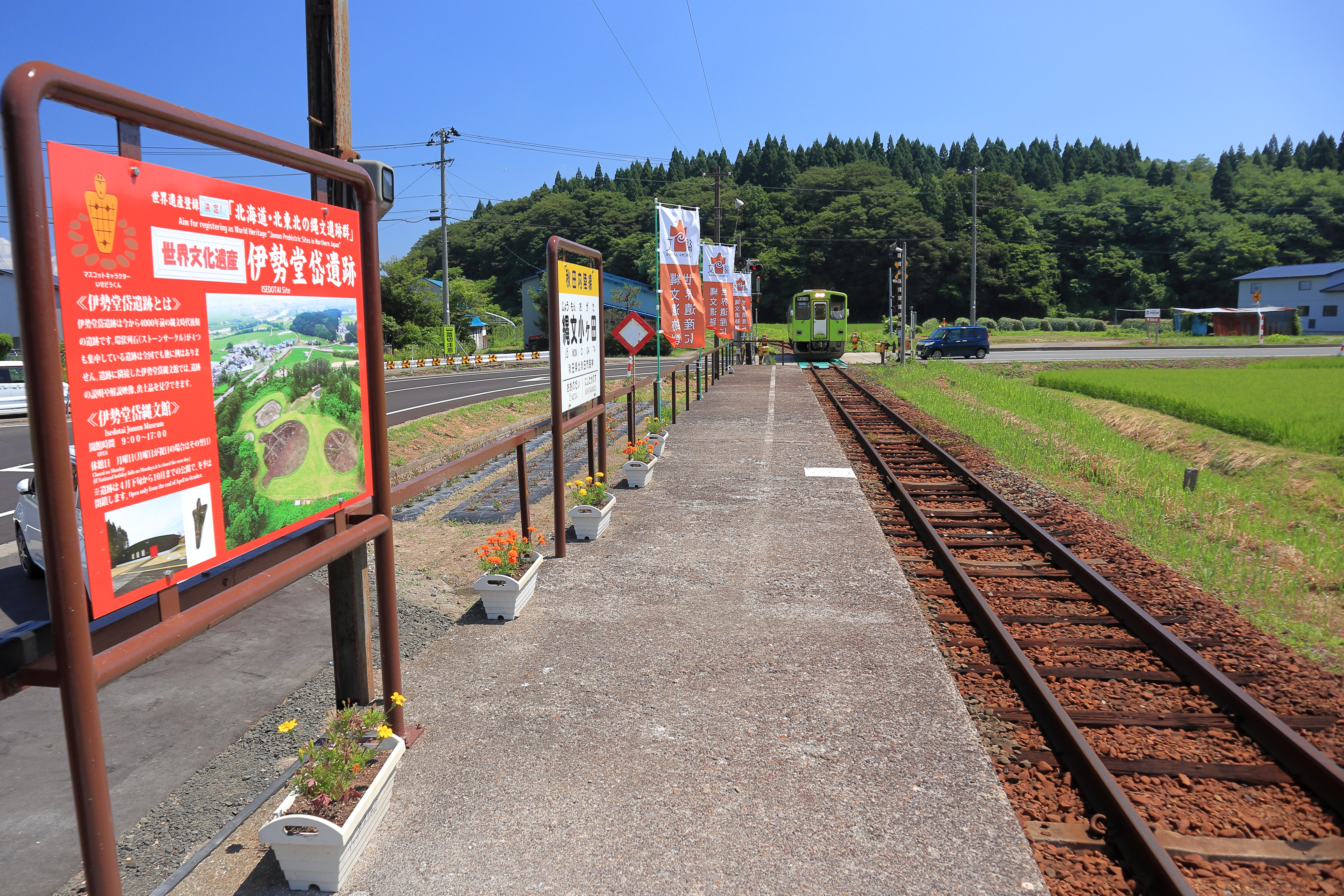
ホーム

## 利用状況
| 1日乗降人員推移 | 1日乗降人員推移 |
| 年度            | 1日平均人数     |
| --------------- | --------------- |
| 2016年          | 17              |
| 2017年          | 11              |
| 2018年          | 9               |

## 駅周辺
駅北側を線路と平行に県道が通り、西側で遺跡からの景観を守るため、秋田自動車道が半地下方式で鉄道・県道と立体交差する。南西の台地上に世界文化遺産に登録された「北海道・北東北の縄文遺跡群」を構成する「伊勢堂岱遺跡」があり、南側では田んぼアート・スノーアートや大賀ハスを見ることができる。また、縄文館の北側に大館能代空港西線のルート変更により放棄された橋脚が現存する。
一般の路線バスは存在しないが、「たかのす・ひかりタクシー」などによる予約制乗合タクシーが大館能代空港間で運行している。近くの伊勢堂岱縄文館からは、予約制の乗合タクシーが大館能代空港とJR鷹ノ巣駅間で通年運行されている。
- 世界文化遺産 伊勢堂岱遺跡（縄文時代後期）・縄文館
- 大館能代空港周辺ふれあい緑地
- 伊勢堂岱インターチェンジ
- 秋田県道197号木戸石鷹巣線
- 大館北秋田森林組合
- 小ヶ田生活改善センター
- 大館能代空港 - 約3km離れている。
- 湯車川
- 米代川

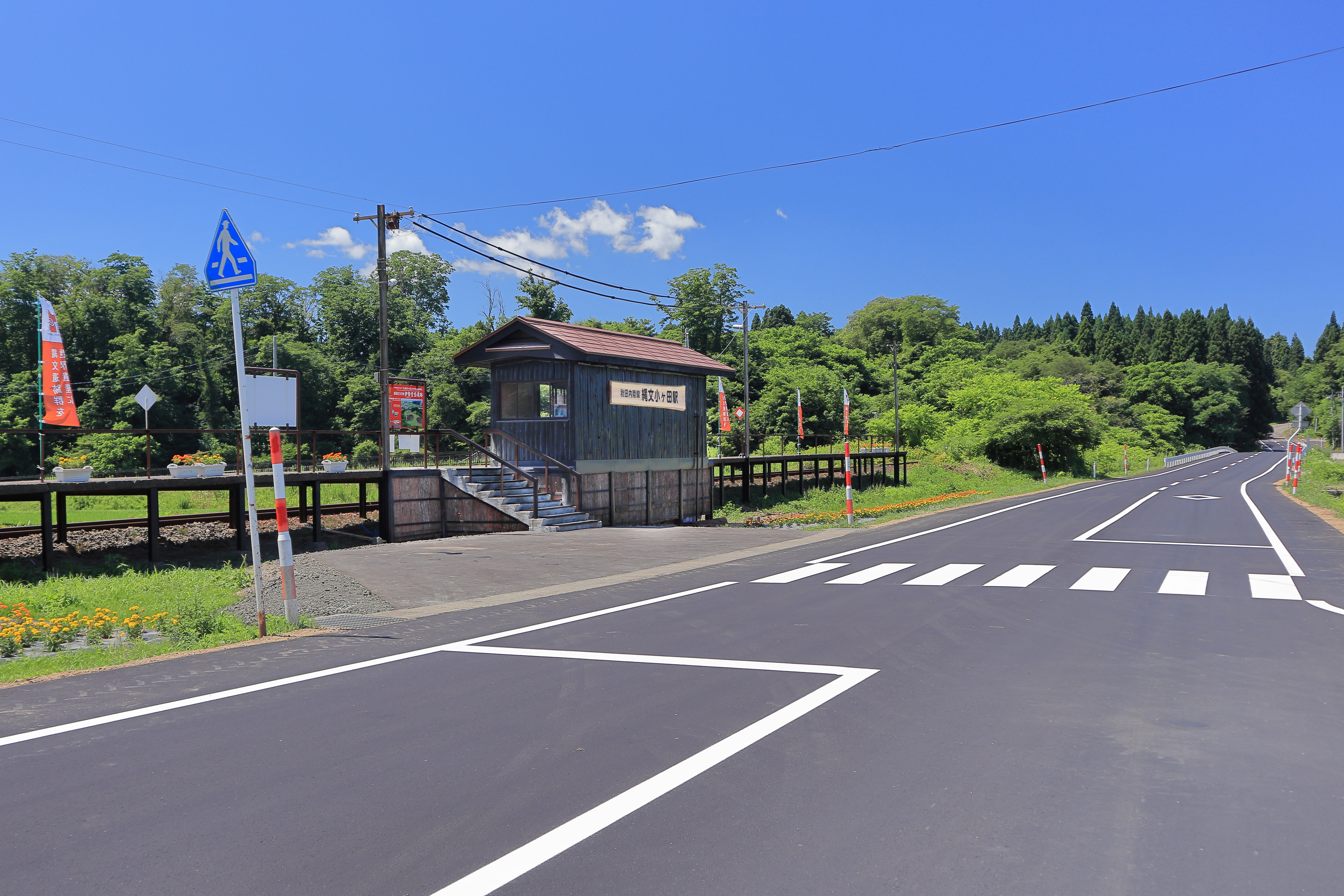
駅前を通る県道197号木戸石鷹巣線
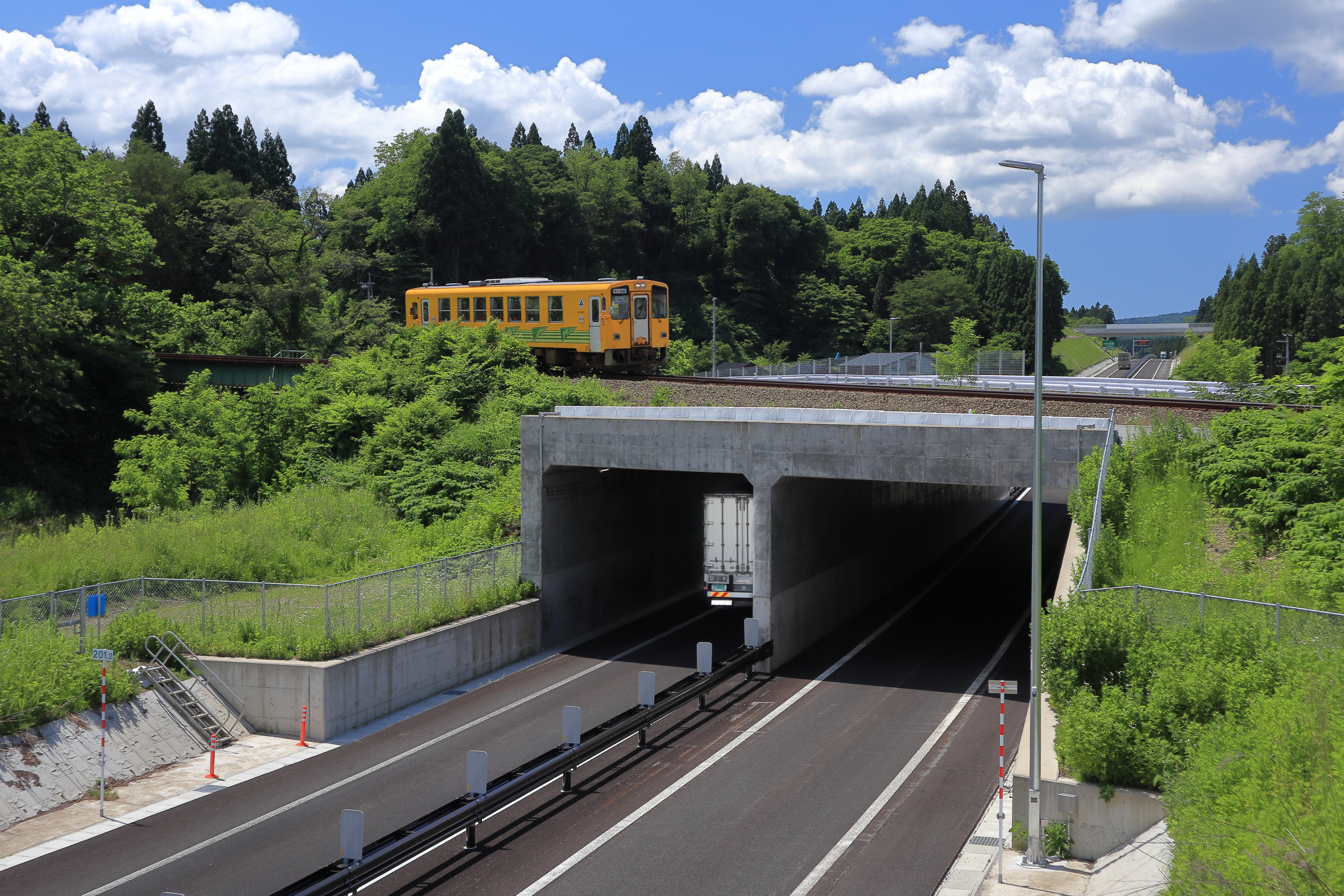
内陸線の下を通る秋田自動車道
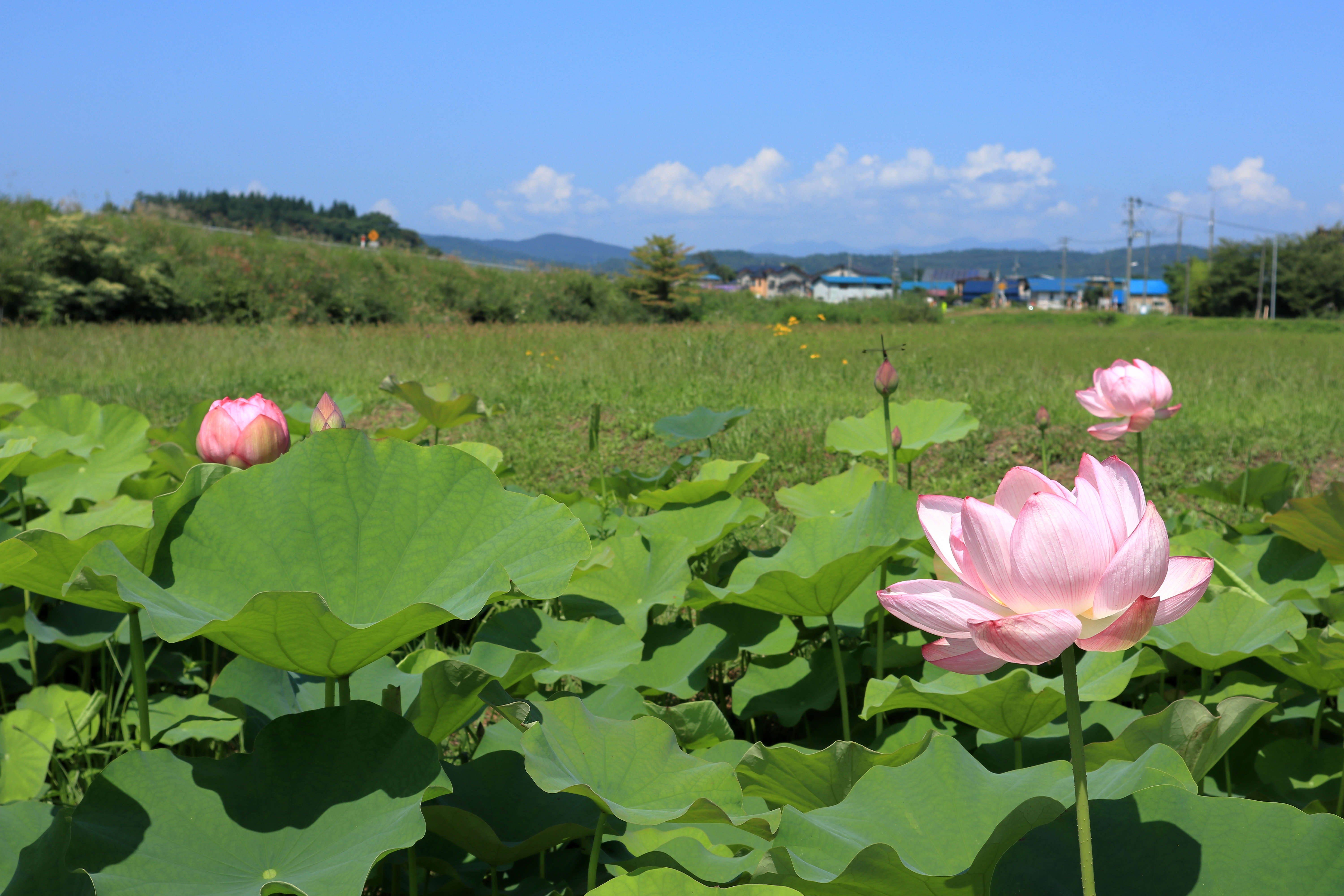
小ヶ田生活改善センター付近の休耕田に咲く「大賀ハス」

## 隣の駅
秋田内陸縦貫鉄道
■秋田内陸線
- 急行「もりよし」停車駅

□快速（上りのみ）・■普通
西鷹巣駅 - 縄文小ヶ田駅 - 大野台駅